# Polystichtis trotschi
Polystichtis trotschi är en fjärilsart som beskrevs av Frederick DuCane Godman och Osbert Salvin 1901. Polystichtis trotschi ingår i släktet Polystichtis och familjen Riodinidae. Inga underarter finns listade i Catalogue of Life.